# ピーブルスシャー統監
ピーブルスシャー統監（ピーブルスシャーとうかん、英語: Lord Lieutenant of Peeblesshire）は、イギリスの官職。統監の1つで、ピーブルスシャーを担当する。1789年に勃発したフランス革命がヨーロッパ諸国に飛び火するとともに1792年にはスコットランド各地で暴動がおこり、地方政府の対応に不満を感じたイギリス政府は1794年にイングランドの統監職をスコットランドでも常設職として設立した。1973年地方政府（スコットランド）法でスコットランドの地方自治体再編が行われ、再編に伴う1975年統監令（The Lord-Lieutenants Order 1975）によりツィードデール統監に改名された。

## 一覧
- 1794年3月12日 – 1820年9月24日：第7代エリバンク卿アレグザンダー・マレー（英語版）[3]
- 1821年1月10日 – 1853年6月28日：第4代マーチ伯爵フランシス・チャータリス＝ウィームズ＝ダグラス（のち第6代ウィームズ伯爵）[3]
- 1853年8月10日 – 1880年：第7代ウィームズ伯爵フランシス・チャータリス＝ウィームズ＝ダグラス[3]
- 1880年4月20日 – 1896年4月9日：コリン・ジェームズ・マッケンジー[3]
- 1896年5月22日 – 1908年：第10代エリバンク卿モントリュー・オリファント＝マレー（英語版）[3]
- 1908年7月23日 – 1920年11月21日：第2代準男爵サー・エドワード・テナント（英語版）（のち初代グレンコナー男爵）[3]
- 1921年4月2日 – 1926年1月16日：初代カーマイケル男爵トマス・ギブソン＝カーマイケル（英語版）[3]
- 1926年2月20日 – 1934年8月29日：マイケル・グリーヴ・ソーンバーン（のち騎士爵）[3]
- 1935年1月5日 – 1945年：第2代エリバンク子爵ギデオン・オリファント＝マレー（英語版）[3]
- 1945年7月30日 – 1956年：ウィリアム・ソーンバーン[3]
- 1956年2月3日 – 1968年：サー・ロナルド・ジョーダン・トムソン[3]
- 1968年10月9日 – 1975年3月19日：サー・ロバート・ヒートリー・スコット（英語版）[2][3]
  - ツィードデール統監として続投[2]